# Бримен (Охајо)
Бримен (енгл. Bremen) град је у америчкој савезној држави Охајо.

## Демографија
По попису из 2010. године број становника је 1.425, што је 160 (12,6%) становника више него 2000. године.
| Група             | 2000.         | 2010.         |
| Белци             | 1.254 (99,1%) | 1.393 (97,8%) |
| Афроамериканци    | 0 (0,0%)      | 4 (0,3%)      |
| Азијати           | 0 (0,0%)      | 0 (0,0%)      |
| Хиспаноамериканци | 4 (0,3%)      | 6 (0,4%)      |
| Укупно            | 1.265         | 1.425         |